# Bras des Murailles
Pour les articles homonymes, voir Bras et Muraille (homonymie).
Le bras des Murailles (avant 1984 : rivière Sainte-Marguerite Nord-Ouest) est un affluent de la rivière Sainte-Marguerite traversant le territoire non organisé du Mont-Valin, dans la municipalité régionale de comté (MRC) de Le Fjord-du-Saguenay, dans la région administrative du Saguenay–Lac-Saint-Jean, au Québec, au Canada.
Le cours de cette rivière traverse la Zone d'exploitation contrôlée Martin-Valin, hormis le segment inférieur de la rivière qui traverse la zec de la Rivière-Sainte-Marguerite.
Les parties supérieure et intermédiaire (soit en amont de la confluence de la rivière Boivin) de cette vallée comportent plusieurs routes forestières. La partie inférieure de la vallée ne comporte pas de routes forestières à cause du relief très accidenté,,.
La foresterie constitue la première activité économique du secteur ; les activités récréotouristiques, en second.
La surface du bras des Murailles est habituellement gelée de la fin novembre au début avril, toutefois la circulation sécuritaire sur la glace se fait généralement de la mi-décembre à la fin mars.

## Géographie
Les principaux bassins versants voisins du bras des Murailles sont :
- côté nord : ruisseau de la Muraille, ruisseau Liégois, lac Le Breton, lac Betsiamites, lac Jalobert, rivière Jos-Ross, rivière Portneuf ;
- côté est : ruisseau de la Muraille, ruisseau Épiphane, rivière des Escoumins, rivière Sainte-Marguerite Nord-Est ;
- côté sud : rivière Sainte-Marguerite, rivière Saguenay ;
- côté ouest : rivière Boivin, rivière Sainte-Marguerite, ruisseau Barre[2].

Le bras des Murailles prend sa source d'un ensemble de plans d'eau d'altitude élevé dans le canton de Liégeois, dont les lacs Abrupt, Passif, Obstiné, Navré, Bossu, Tige et Sépale. Ces plans d'eau sont situés au sud du bassin versant de la rivière Sainte-Marguerite Nord-Est.
Cette rivière coule à priori vers le sud-ouest jusqu'à l'embouchure de la rivière Boivin, puis vers le sud-est. Les plus grands plans d'eau drainés par le bras des Murailles sont : lac Carol-Coudé, lac d'en haut, lac du Lombric, lac Patte d'Ours, lac du Sciotte et lac Saxophone. Ces plans d'eau sont situés près du Mont Francis-Aymot (857 m).
Les principaux tributaires du bras des Murailles sont :
- Le ruisseau de la Muraille lequel coule droit vers le sud jusqu'à son embouchure située dans le canton de Champigny, à 4,5 km de l'embouchure du bras des Murailles laquelle se déverse dans la rivière Sainte-Marguerite juste en amont du Grand Rapide. Le ruisseau de la Muraille prend sa source de plusieurs plans d'eau en région montagneuse dont : le lac du Treffle, le lac des Côtes Cassés et le lac des Farfadets.
- Le ruisseau Couture lequel coule vers le sud dans le canton de Couture. Son embouchure est située dans le canton de Couture (à la limite du canton de Durocher), à 6,7 km en amont de celle du ruisseau de la Muraille.
- La rivière Boivin, laquelle s'approvisionne au lac Boivin (situé dans le canton de Silvy). Le principal tributaire de la rivière Boivin est le ruisseau Linus venant du nord. La rivière Boivin coule vers l'est jusqu'à son embouchure située dans le canton Couture, qui est située à 11 km en amont de celle du ruisseau Couture, sur le bras des Murailles.

À partir du lac de tête, le cours du bras des Murailles descend sur 54,2 km selon les segments suivants :
Cours de la partie supérieure du bras des Murailles (segment de 20,2 km)
- 6,1 km vers le Sud-Ouest sur 0,3 km jusqu'à un coude de rivière, sur 0,5 km vers le Nord, puis en traversant sur 1,7 km vers le Sud-Ouest le lac Carol-Coudé (longueur : 2,5 km ; altitude : 731 m), jusqu'à son embouchure située au Sud ;
- 5,7 km vers le Sud-Ouest, notamment en traversant sur 2,7 km le Lac de l'Éclipse (longueur : 3,9 km ; altitude : 715 m), jusqu'à la décharge (venant du Nord-Est) d'un ensemble de lacs dont le lac de la Patinoire, le Lac du Laps, le Lac Bossu, le lac Obstiné et le Lac Passif ;
- 3,2 km vers le Sud avec un élargissement de la rivière jusqu'au Lac du Lombric ;
- 5,2 km vers le Sud en traversant le Lac du Lombric (longueur : 2,9 km ; altitude : 709 m) et le Lac de l'Horloge (longueur : 2,3 km ; altitude : 709 m) jusqu'à l'embouchure de ce dernier ;

Cours de la partie intermédiaire du bras des Murailles (segment de 9,5 km)
- 2,6 km vers le Sud-Est, jusqu'à la décharge du lac Sacophone (venant de l'Est) ;
- 3,0 km vers le Sud-Ouest en recueillant la décharge (venant du Nord) du Lac du Nevé, jusqu'à décharge (venant du Nord) d'un ensemble de lacs dont le Lac du Sciotte, le Lac d'en Haut, le Lac du Faisan, le Lac de la Patinoire et le Lac du Laps ;
- 3,9 km vers le Sud-Ouest, jusqu'à la confluence de la rivière Boivin (venant de l'Ouest) ;

Cours de la partie inférieure du bras des Murailles (segment de 24,5 km)
- 4,8 km vers le Sud-Est dans une vallée encaissée, jusqu'à un ruisseau (venant de l'Ouest) ;
- 8,4 km vers le Sud-Est dans une vallée encaissée, jusqu'au ruisseau Couture (venant du Nord-Ouest) ;
- 7,0 km vers le Sud-Est dans une vallée encaissée, jusqu'au ruisseau de la Muraille (venant du Nord-Ouest) ;
- 4,3 km vers le Sud-Est dans une vallée encaissée, jusqu'à l'embouchure de la rivière[2].

À partir de l'embouchure du bras des Murailles, le courant suit le cours de la rivière Sainte-Marguerite vers les Sud-Est, puis le Sud ; cette dernière se déverser sur la rive Nord de la rivière Saguenay dont le courant se dirige vers l’Est, jusqu'à la hauteur de Tadoussac où il conflue avec le fleuve Saint-Laurent.

## Toponymie
L'origine de l'appellation Sainte-Marguerite provient du voyage exploratoire de Samuel de Champlain en 1603. Il avait alors baptisé la rivière Sainte-Marguerite. Subséquemment, plusieurs toponymes interreliés ont utilisé Sainte-Marguerite : la zec, la baie, le lac, la rivière Nord-Est et la rivière Nord-Ouest (désignée en 1984 bras des Murailles).
Le toponyme bras des Murailles a été officialisé le 6 septembre 1984 à la Banque des noms de lieux de la Commission de toponymie du Québec.